# Brandon Hogan
Brandon Hogan (Manassas, 1º aprile 1988) è un ex giocatore di football americano statunitense che ha militato nel ruolo di cornerback nella National Football League (NFL) e nella Canadian Football League (CFL). Fu scelto nel corso del quarto giro (98º assoluto) del Draft NFL 2011 dai Panthers. Al college ha giocato a football alla West Virginia University.

## Carriera

### Carolina Panthers
Hogan fu scelto nel corso del giro del Draft 2011 dai Carolina Panthers e entrò a far parte del roster attivo l'8 novembre, dopo aver risolto un problema al ginocchio. Nella sua stagione da rookie disputò 3 partite, nessuna delle quali come titolare, mettendo a segno 3 tacle.

## Statistiche
| Partite totali             | 3 |
| Partite totali da titolare | 0 |
| Tackle totali              | 3 |
| Intercetti fatti           | 0 |
| Fumble forzati             | 0 |